# مستی فیل
مستی حالتی دوره‌ای است که در فیل‌های نر رخ می‌دهد. این دوره همراه با بالا رفتن شدید میزان تستوسترون در فیل‌هاست که باعث تغییر رفتار فیل‌ها می‌شود. طول این دوره سه هفته و همراه با پرخاشگری و رفتار تهاجمی از سوی آن‌هاست. از علائم مستی فیل‌ها ترشحات گوشهٔ چشم آن‌هاست. در هند هنگام مستی فیل‌های اهلی‌شده، پاهای آن‌ها را با زنجیر به تنهٔ دو درخت تنومند می‌بندند. حالت مستی مختص فیل‌های نر است و در فیل‌های ماده رخ نمی‌دهد. با توجه به پیچیدگی‌ها و خطرات نگهداری فیل‌های نر در حالت مستی بسیاری از باغ وحش‌ها به نگهداری فیل‌های ماده اکتفا می‌کنند. واژهٔ فارسی مست برای توصیف این حالت فیل‌ها به زبان هندی راه یافته و از آن طریق به انگلیسی و سایر زبان‌ها راه یافته. نگارش انگلیسی این واژه به‌صورت musth است.